# Sandjak de Karesi
1341–1922
Le sandjak de Karesi (en turc : Karesi Sancağı ; 1341–1922) est l'un des premiers sandjaks de l'Empire ottoman. Il est créé vers 1341 sur le territoire du beylicat des Karesioğulları (Karasides), une des principautés musulmanes issues du sultanat de Roum. Il appartient aux entités administratives suivantes :
1. Eyalet d'Anatolie de 1341 à 1827
2. Eyalet de Hüdavendigâr de 1827 à 1867
3. Vilayet de Hüdavendigâr de 1867 à 1881 et de 1887 à 1922

De 1881 à 1887, il forme un vilayet particulier, le vilayet de Karesi. 
Il était divisé en plusieurs kaza : Balıkesir, Edremit, Erdek, Ayvalık, Balya, Bandırma, Burhaniye, Sındırgı, Gönen.
Il  disparaît après la signature du traité de Lausanne en 1923. Son territoire est partagé entre les provinces de Balıkesir, de Çanakkale (partie asiatique) et d'Izmir (partie nord).